# Карвалью, Араси ди
Араси ди Карвалью Гимарайнш Роза (порт. Aracy de Carvalho Guimarães Rosa; урожденная Мёбиус ди Карвалью, Moebius; 5 декабря 1908 — 28 февраля 2011) — бразильская дипломатическая служащая, удостоенная звания «Праведница народов мира» за участие в спасении евреев от Холокоста (одна из двух граждан своей страны, удостоенных такой чести).

## Ранние годы
Родившаяся в семье немки в Риу-Негру (штат Парана), Араси ди Карвалью могла говорить на немецком, английском, французском и родном португальском языках. Перебравшись в Сан-Паулу, жила там со своим первым мужем-немцем Иоганном Эдвардом Людвигом Тессом и их ребенком — до 1935 года, когда супруги расстались. Она переехала жить к своей тете Люси Люттмер в Германию. Год спустя она вернулась в Бразилию, чтобы оформить развод. За знания языков она была принята на дипломатическую службу и уже в этом качестве снова отправилась в Германию.

## Гуманитарная работа
Когда в 1936 году она была назначена в консульство Бразилии в Гамбурге, то стала там начальницей паспортного отдела. Хрустальная ночь 9 ноября 1938 года сподвигла её начать помогать евреям. Поскольку бразильский диктатор Жетулиу Варгас неофициально отказывал евреям в выдаче виз посредством секретного циркуляра 1127, ограничивающего для них въезд в страну, Араси выдавала визы евреям без красной буквы «J», которая идентифицировала их как таковых. Она поддерживала тесные связи с активистами подполья в Германии и даже выдавала визы евреям, у которых, как она знала, были поддельные паспорта. Таким образом, Араси спасла многих от концлагерей и Холокоста, за что стала известна как «Ангел Гамбурга».
В 1938 году она познакомилась с коллегой-дипломатом и помощником консула Жуаном Гимарайншем Розой, который впоследствии стал её вторым мужем и одним из самых выдающихся бразильских писателей. Его выдающееся произведение 1956 года «Тропы по большому сертану» (порт. Grande Sertão: Veredas) было посвящено как раз ей. С помощью мужа Араси активизировала свою гуманитарную деятельность, спасая огромное количество евреев от заключения и смерти.
Она оставалась в Рейхе до 1942 года, когда Бразилия разорвала дипломатические отношения с Германией и присоединилась к союзникам по Антигитлеровской коалиции во Второй мировой войне. Однако возвращение на родину не было гладким. Супруги провели четыре месяца под стражей нацистских властей, пока их не обменяли на немецких дипломатов. Затем Араси и Гимарайнш Роза поженились в Мексике, поскольку разводы в Бразилии ещё не были узаконены.
Её биография также включает помощь оппозиционным интеллектуалам во время военной диктатуры после переворота 1964 года. Среди них был певец и композитор Жералду Вандре, чья тётя была подругой Араси.

## Признание
8 июля 1982 года Араси ди Карвалью стала одной из двух бразильцев, удостоенных Яд Вашем звания Праведника народов мира, вместе с послом Луисом Мартинсом ди Соузой Дантасом.
Её судьба изображена в биографическом телевизионном мини-сериале 2021 года «Паспорт свободы». Роль Араси ди Карвалью исполнила бразильская актриса Софи Шарлотта.

## Смерть
Араси ди Карвалью овдовела в 1967 году и больше не выходила замуж. Она прожила долгую жизнь, но в последние годы страдала болезнью Альцгеймера. Она мирно скончалась в своём доме в Сан-Паулу в возрасте 102 лет 28 февраля 2011 года по естественным причинам. Она была похоронена рядом со своим мужем в мавзолее Бразильской академии литературы на кладбище Сан-Жуан-Батиста в Рио-де-Жанейро.